# Michael Steinbach
Michael Steinbach (ur. 3 września 1969 w Überlingen) – niemiecki wioślarz, złoty medalista olimpijski z Barcelony.
Zawody w 1992 były jego jedynymi igrzyskami olimpijskimi. Wspólnie z kolegami triumfował w czwórce podwójnej. Partnerowali mu André Willms, Andreas Hajek i Stephan Volkert.